# نیوهمپتون (نیوجرسی)
نیوهمپتون (به انگلیسی: New Hampton) یک منطقهٔ مسکونی در ایالات متحده آمریکا است که در لبنان، نیوجرسی واقع شده‌است. نیوهمپتون ۱۱۴٫۹۱ متر بالاتر از سطح دریا واقع شده‌است.